# Calodipoena dumoga
Calodipoena dumoga är en spindelart som beskrevs av Léon Baert 1988. Calodipoena dumoga ingår i släktet Calodipoena och familjen Mysmenidae.
Artens utbredningsområde är Sulawesi. Inga underarter finns listade.